# ایگور آشوربیلی
ایگور رئوف اوغلو آشور بیلی (ترکی آذربایجانی: İqor Rauf oğlu Aşurbəyli;
; روسی: Игорь Рауфович Ашурбейли; متولّد ۹ سپتامبر سال ۱۹۶۳ در باکو آذربایجان) یک تاجر و دانشمند آذربایجانی - روسی است.
وی پادشاه اولین کشور فضایی نیز هست
وی مدیر عامل شرکت SPA Almaz از سال ۲۰۰۰ تا ۲۰۱۱ میلادی بود و دارای مدرک دکترا در علم مهندسی رایانه است.

## زندگی‌نامه
او در ۹ سپتامبر ۱۹۶۳ در باکو آذربایجان و در یک خانواده اصیل آذربایجانی زاده شد.
در سال ۱۹۸۵ میلادی از آکادمی دولتی نفت آذربایجان دانش‌آموخته شد.
در سال ۱۹۸۸ سوسیوم را تأسیس کرد.
در سال ۱۹۹۰ به مسکو نقل مکان کرد.
از سال ۱۹۹۴ سمت‌های معاون مدیر کل، معاون اوّل مدیر کل و رئیس هیئت مدیره و مدیر ارشد اجرایی در GSKB AlmazAntey را تجربه کرده.
در سال ۲۰۱۰ جایزه روسی دولت علم و فناوری را دریافت کرد.
در سال ۲۰۱۱ از شرکت SPA Almaz استعفا کرد.
در سال ۲۰۱۳ مرکز تحقیقات بین‌المللی هوافضا در وین اتریش را تأسیس کرد.
در پنجم فوریه ۲۰۱۶، به آشوربیلی طی مراسمی در مقرّ یونسکو در پاریس بابت کمک به توسعهُ علم و فناوری نانو از طرف یونسکو، جایزه‌ای اهدا شد.
وی ازدواج کرده و یک پسر دارد و شهروند روسیه است.
در ۱۲ اکتبر ۲۰۱۶ آشوربیلی در یک کنفرانس مطبوعاتی در پاریس، تولّد کشور فضایی جدیدی به نام آسگاردیا را اعلام کرد و خود را «بنیان‌گذار آسگاردیا» نامید.

## بیشتر
ترجمه شده از ویکی‌پدیای روسی
تحت رهبری او، جدیدترین تغییرات سیستم موشکی ضد هوایی S-300 Favorit ایجاد شد، سیستم های موشکی ضد هوایی S-400 Triumph توسعه یافته و به نیروهای مسلح فدراسیون روسیه تحویل داده شد.
مفهوم نویسنده آن ایجاد یک سیستم یکپارچه از سلاح های موشک ضد هوایی (اتحادیه اروپا AWGB) دفاع هوایی و موشکی از نسل 5 از تصمیمات تایید شده از مجتمع نظامی صنعتی از دولت فدراسیون روسیه در سال 2007 و 2009. در سال 2010 او با موفقیت در طراحی سیستم های "S-500"، لوازم جانبی "قهرمان" و دیگر اتحادیه اروپا AWGB تکمیل شده است.
آنها درک و اجرا شده توسط پایان سال 2010 پیوستن کار سر در حال توسعه و مدارس تحقیقات هوایی و موشکی مربوطه ارتش دفاع، نیروی دریایی، نیروهای فضایی و دفاعی ACS به پایه توسعه ستون فقرات خصوصیاتی بین "GSKB" الماز-انتی "فرهنگستان الف شد رسالت
از سال 2011 تا کنون - رئیس هیئت نمایندگی از مشارکت غیرانتفاعی "شورای مستقل کار در زمینه مشکلات دفاع هوایی" (EES EKR) در سال 2004 در ابتکار خود ایجاد شده است. او مفهوم ایجاد سیستم دفاع هوایی و فضای متحد روسیه (EU EKO) را توسعه داد
https://ru.m.wikipedia.org/wiki/Ашурбейли,_Игорь_Рауфович